# Лойола Паласіо
Ігнасіо де Лойола де Паласіо дель Вальє-Лерсунді (ісп. Ignacia de Loyola de Palacio del Valle-Lersundi; 16 вересня 1950, Мадрид — 13 грудня 2006, Мадрид) — іспанська політична діячка, член Народної партії. Заступник голови Європейської комісії, комісар з питань транспорту та енергетики в 1999–2004 роках. Молодша сестра Ани Паласіо, міністра закордонних справ Іспанії у 2002–2004 роках.

## Біографія
Родом з аристократичної сім'ї, Лойола Паласіо вивчала юридичні науки в Мадридському університеті Комплутенсе і активно займалася партійною роботою. У 1996–1999 роках Лойола Паласіо обіймала посаду міністра сільського господарства, рибальства і продовольства в уряді Хосе Марії Аснара.
Була обрана до Європейського парламенту в 1999 році, але через кілька тижнів була змушена скласти свої повноваження депутата, отримавши призначення на посаду заступника голови Європейської комісії, де вона відповідала за питання транспорту та енергетики. На цих посадах Лойола Паласіо пропрацювала до 2004 року.
У 2006 році у Лойоли Паласіо був виявлений рак легень, і незважаючи на сприятливі прогнози після лікування в США, вона раптово померла в мадридській клініці, повернувшись з лікування додому на Різдво.